# Richard Goodwin
Pour les articles homonymes, voir Goodwin et Richard N. Goodwin.
Richard Goodwin est un économiste et mathématicien américain né le 24 février 1913 à New Castle dans l'Indiana et décédé le 13 août 1996 à Sienne en Italie.

## Biographie
Il est le fils d'un avocat devenu banquier, qui a fait faillite, tout comme son grand-père, lors de la Grande Dépression. Richard M. Goodwin entre en 1930 à Harvard, dont il reçoit un premier diplôme grâce à son mémoire Une critique du marxisme, puis effectue une césure pendant trois ans à Oxford, avant de revenir à Harvard dont il est titulaire d'un PhD. De 1938 à  1950, il enseigne à Harvard l'économie et la physique. Pour échapper au maccarthysme, il se réfugie à Cambridge où il passe trente années. Il y devient l'assistant de Richard Stone, alors directeur du département d'économie appliquée ; il est ensuite lecteur en théorie économique, au sein de la Faculté d'économie et de politique. En 1980, à l'âge de 75 ans, il prend officiellement sa retraite mais va habiter à Sienne, où il continue d'enseigner à l'Université jusqu'à peu de temps avant sa mort.
Il devient membre du parti communiste de Grande-Bretagne, dont il démissionne lors de la signature du pacte germano-soviétique.
Il est connu pour ses travaux sur les relations entre la croissance économique de long terme et le cycle des affaires. Il est considéré comme le pionnier de l'approche endogène des fluctuations économiques, dont il a créé et développé les bases mathématiques et économiques

## Publications
- Multiplier Effects of a Balanced Budget, Notes, 1946, Econometrica
- Innovations and the Irregularity of Economics Cycles, 1946, Review of Economics and Statistics
- Dynamic Coupling with Especial Reference to Markets Having Production Lags, 1947, Econometrica.
- The Business Cycle as a Self-Sustaining Oscillation, 1949, Econometrica
- The Multiplier as a Matrix, 1949, Economic Journal
- A Nonlinear Theory of the Cycle, 1950, Review of Economic Studies
- Does the Matrix Multiplier Oscillate?, 1950, Economic Journal
- The Nonlinear Accelerator and the Persistence of Business Cycles, 1951, Econometrica
- The Optimal Growth Path for an Underdeveloped Economy, 1961, Economic Journal
- A Growth Cycle, 1967, in Feinstein, editor, Socialism, Capitalism and Economic Growth
- A Growth Cycle, 1972, in E.K. Hunt and J.G. Schwatz, editors, A Critique of Economic Theory
- A Note on Wage, Profits and Fluctuating Growth Rate, 1983, Cambridge Journal of Economics
- Disaggregating Models of Fluctuating Growth, 1984, in Goodwin et al., editors, Non-linear Models of Fluctuating Growth
- Swinging Along the Turnpike with von Neumann and Sraffa, 1986, Cambridge Journal of Economics
- The Dynamics of a Capitalist Economy: A multi-sectoral approach, with L.F. Punzo, 1987.
- The Multiplier-Accelerator Discretely Revisited, 1988, in Ricci and Vellupilai, editors, Growth cycles and multisectoral economics, the Goodwin tradition.
- Swinging Along the Autostrada: Cyclical fluctuations along the von Neumann Ray, 1989, in Dore et al., John von Neumann and Modern Economics.
- Essays in Nonlinear Economic Dynamics, 1989.
- Chaotic Economic Dynamics, 1990.
- Schumpeter, Keynes and the Theory of Economic Evolution, 1991, Journal of Evolutionary Economics
- Nonlinear Dynamics and Economic Evolution, 1991, in Niels Thygesen et al., editors,  Business Cycles

## Sources
1. 1 2  (en) Philip Arestis et Malcolm C. Sawyer, A biographical dictionary of dissenting economists, Edward Elgar Publishing, 2000, 722 p. (lire en ligne), pp. 240–249
2. 1 2  (en) K. Vela Velupillai, [Obituary: Professor Richard Goodwin], The independant, 9 août 1996 (lire en ligne)

- Onlinelibrary
- Article du New York Times

- (en) Cet article est partiellement ou en totalité issu de l’article de Wikipédia en anglais intitulé « Richard M. Goodwin » (voir la liste des auteurs).